# Carl Friedrich Brandt
Carl Friedrich Brandt (geb. vor 1851; gest. nach 1866) war ein deutscher Politiker und Verwaltungsjurist.

## Leben
Von 1851 bis 1864 war Brand Oberbürgermeister von Brandenburg an der Havel. Als Oberbürgermeister von Brandenburg an der Havel war er Mitglied des Preußischen Herrenhauses. Sein Nachfolger im Amt des Oberbürgermeisters wurde Johannes Gobbin. Von 1864 bis 1866 war Brand Stadtrat in Nordhausen.